# Meddelande från den döde
Meddelande från den döde (engelska: dying message) är ett återkommande berättargrepp inom deckargenren. Det går ut på att de sista orden en mördad person ypper innehåller en kryptisk ledtråd till den skyldige.
Berättargreppet återfinns i Agatha Christies Varför bad de inte Evans? från 1934. Det finns även i Ellery Queens Rebus i rött från 1967. Två svenska exempel är Den skrattande polisen från 1968 av Maj Sjöwall och Per Wahlöö och Leif GW Perssons Samhällsbärarna från 1982. 